# Mode sémantique
Terme, généralement employé en art et en analyse d'image, désignant une manière de produire du sens.
Les plus communs sont les suivants :
- Représenter : Imiter l'apparence. (Un cercle peut représenter un ballon. Je peux représenter l'amour par le dessin ou la photographie d'un couple enlacé.)
- Présenter : Donner à voir concrètement. (Si je dessine un cercle au stylo sur une feuille, je présente de l'encre sur du papier. Je peux présenter l'amour par un vrai couple qui s'embrasse réellement sous les yeux du public.)
- Symboliser : Être le signe de, dans un système de références commun (nécessite donc une convention acquise par apprentissage). (Un cercle peut symboliser le son [o] ou le nombre zéro. Je peux symboliser l'amour par un cœur.)
- Évoquer : Faire penser à (une chose absente). (Un cercle peut évoquer la géométrie. Je peux évoquer l'amour par un bouquet de fleurs et des petits oiseaux.)
- Exprimer : Faire sentir par un moyen artistique. (Un cercle tracé avec un geste lourd peut exprimer de la pesanteur. Je peux exprimer l'amour qui traverse deux personnages dans une peinture par un ensemble de lignes de force et de couleurs amenant le regard du spectateur à faire un lien très fort entre eux deux.)

## Sujets connexes
- Sémantique
- Sémiologie
- Représentation (grammaire)
- Connotation
- Dénotation